# Phragmidium fusiforme
Phragmidium fusiforme är en svampart som beskrevs av J. Schröt. 1870. Phragmidium fusiforme ingår i släktet Phragmidium och familjen Phragmidiaceae.   Inga underarter finns listade i Catalogue of Life.